# Box na Letních olympijských hrách 2016
Box na Letních olympijských hrách 2016 v Riu de Janeiro se konal od 6. srpna do 21. srpna.

## Medailisté

### Muži
| Kategorie                    | Zlato                                    | Stříbro                                         | Bronz                               | Bronz                                         |
| ---------------------------- | ---------------------------------------- | ----------------------------------------------- | ----------------------------------- | --------------------------------------------- |
| Lehká muší váha (– 49 kg)    | Hasanboy Dusmatov · Uzbekistán (UZB)     | Yuberjén Martínez · Kolumbie (COL)              | Joahnys Argilagos · Kuba (CUB)      | Nico Hernández · Spojené státy americké (USA) |
| Muší váha (– 52 kg)          | Šachobiddin Zoirov · Uzbekistán (UZB)    | Yoel Finol · Venezuela (VEN)                    | Chu Ťien-kuan · Čína (CHN)          | —                                             |
| Bantamová váha (– 56 kg)     | Robeisy Ramírez · Kuba (CUB)             | Shakur Stevenson · Spojené státy americké (USA) | Vladimir Nikitin · Rusko (RUS)      | Murodjon Ahmadaliyev · Uzbekistán (UZB)       |
| Lehká váha (– 60 kg)         | Robson Conceição · Brazílie (BRA)        | Sofiane Oumiha · Francie (FRA)                  | Lázaro Álvarez · Kuba (CUB)         | Dorjnyambuugiin Otgondalai · Mongolsko (MGL)  |
| Velterová váha (– 64 kg)     | Fazliddin Gaibnazarov · Uzbekistán (UZB) | Lorenzo Sotomayor · Ázerbájdžán (AZE)           | Vitalij Dunajcev · Rusko (RUS)      | Artem Harutyunyan · Německo (GER)             |
| Lehká střední váha (– 69 kg) | Danijar Jelusinov · Kazachstán (KAZ)     | Šachram Gijasov · Uzbekistán (UZB)              | Mohammed Rabii · Maroko (MAR)       | Souleymane Cissokho · Francie (FRA)           |
| Střední váha (– 75 kg)       | Arlen López · Kuba (CUB)                 | Bektemir Melikuziev · Uzbekistán (UZB)          | Misael Rodríguez · Mexiko (MEX)     | Kamran Şahsuvarlı · Ázerbájdžán (AZE)         |
| Polotěžká váha (– 81 kg)     | Julio César La Cruz · Kuba (CUB)         | Adilbek Niyazymbetov · Kazachstán (KAZ)         | Mathieu Bauderlique · Francie (FRA) | Joshua Buatsi · Velká Británie (GBR)          |
| Těžká váha (– 91 kg)         | Jevgenij Tiščenko · Rusko (RUS)          | Vasilij Levit · Kazachstán (KAZ)                | Rustam Tulaganov · Uzbekistán (UZB) | Erislandy Savón · Kuba (CUB)                  |
| Super těžká váha (+ 91 kg)   | Tony Yoka · Francie (FRA)                | Joe Joyce · Velká Británie (GBR)                | Filip Hrgović · Chorvatsko (CRO)    | Ivan Dyčko · Kazachstán (KAZ)                 |

### Ženy
| Kategorie              | Zlato                                              | Stříbro                               | Bronz                                | Bronz                                |
| ---------------------- | -------------------------------------------------- | ------------------------------------- | ------------------------------------ | ------------------------------------ |
| Muší váha (– 51 kg)    | Nicola Adamsová · Velká Británie (GBR)             | Sarah Ourahmouneová · Francie (FRA)   | Žen Cchan-cchan · Čína (CHN)         | Ingrit Valenciaová · Kolumbie (COL)  |
| Lehká váha (– 60 kg)   | Estelle Mosselyová · Francie (FRA)                 | Jin Ťün-chua · Čína (CHN)             | Mira Potkonenová · Finsko (FIN)      | Anastasija Beljakovová · Rusko (RUS) |
| Střední váha (– 75 kg) | Claressa Shieldsová · Spojené státy americké (USA) | Nouchka Fontijnová · Nizozemsko (NED) | Dariga Šakimovová · Kazachstán (KAZ) | Li Čchien · Čína (CHN)               |

## Přehled medailí
| Pořadí | Země                   | Zlato | Stříbro | Bronz | Celkově |
| ------ | ---------------------- | ----- | ------- | ----- | ------- |
| 1      | Uzbekistán             | 3     | 2       | 2     | 7       |
| 2      | Kuba                   | 3     | 0       | 3     | 6       |
| 3      | Francie                | 2     | 2       | 2     | 6       |
| 4      | Kazachstán             | 1     | 2       | 2     | 5       |
| 5      | Rusko                  | 1     | 1       | 3     | 5       |
| 6      | Velká Británie         | 1     | 1       | 1     | 3       |
| 6      | Spojené státy americké | 1     | 1       | 1     | 3       |
| 8      | Brazílie               | 1     | 0       | 0     | 1       |
| 9      | Čína                   | 0     | 1       | 3     | 4       |
| 10     | Ázerbájdžán            | 0     | 1       | 1     | 2       |
| 10     | Kolumbie               | 0     | 1       | 1     | 2       |
| 12     | Nizozemsko             | 0     | 1       | 0     | 1       |
| 13     | Chorvatsko             | 0     | 0       | 1     | 1       |
| 13     | Finsko                 | 0     | 0       | 1     | 1       |
| 13     | Německo                | 0     | 0       | 1     | 1       |
| 13     | Mexiko                 | 0     | 0       | 1     | 1       |
| 13     | Mongolsko              | 0     | 0       | 1     | 1       |
| 13     | Maroko                 | 0     | 0       | 1     | 1       |
| 13     | Venezuela              | 0     | 0       | 1     | 1       |
| celkem | celkem                 | 13    | 13      | 26    | 52      |